# サン・ポッシドーニオ
サン・ポッシドーニオ（伊: San Possidonio）は、イタリア共和国エミリア＝ロマーニャ州モデナ県にある、人口約3,500人の基礎自治体（コムーネ）。

## 地理

### 位置・広がり

#### 隣接コムーネ
隣接するコムーネは以下の通り。
- カヴェッツォ
- コンコルディア・スッラ・セッキア
- ミランドラ
- ノーヴィ・ディ・モーデナ

### 気候分類・地震分類
サン・ポッシドーニオにおけるイタリアの気候分類 (it) および度日は、zona E, 2196 GGである。
また、イタリアの地震リスク階級 (it) では、zona 3 (sismicità bassa) に分類される。

## 行政

### 分離集落
サン・ポッシドーニオには、以下の分離集落（フラツィオーネ）がある。
- Bellaria, Forcello, Pioppa, Ponte Rovere

## 姉妹都市
- Vinay、フランス 2013年